# Vojislav Milenković
Vojislav Milenković (1993) è un ex giocatore di football americano serbo, che ha giocato nel ruolo di quarterback.